# Hans Kalt
Hans Kalt (26 maart 1924 - Zug, 2 januari 2011) was een Zwitsers roeier. Hij nam tweemaal deel aan de Olympische Spelen en won hierbij in totaal twee medailles.
Op de Olympische Spelen van Londen in 1948 won hij een zilveren medaille in de discipline twee-zonder-stuurman, samen met zijn broer Josef Kalt. 
Vier jaar later, in Helsinki won hij brons in dezelfde discipline, deze keer met Kurt Schmid. Ze moesten enkel een Amerikaans duo en het Belgisch duo Robert Baetens en Michel Knuysen voor zich dulden.